# Fritz Alberti
Fritz Alberti (* 22. Oktober 1877 in Hanau als Friedrich Wilhelm Alberti; † 30. September 1954 in Berlin) war ein deutscher Schauspieler.

## Leben
Er studierte an der Technischen Hochschule Berlin das Baufach, arbeitete im Baugewerbe und war von 1904 bis 1907 Regierungsbauführer. 1906 entschied er sich für den Schauspielerberuf und trat in Kassel sowie am Nationaltheater Mannheim auf. 1922 kam er nach Berlin.
Bald darauf erhielt Alberti auch Filmrollen und wurde ein häufig eingesetzter Nebendarsteller. Allein 1928 wirkte er in zehn verschiedenen Filmen mit. Daneben stand er weiterhin auf der Bühne, zum Beispiel beim Theater am Kurfürstendamm.
Er trat zum 1. April 1933 der NSDAP bei (Mitgliedsnummer 1.667.025), wurde Hauptkassenwart der NSBO Fachgruppe Film und Leiter des Filmnachweises. In dieser Funktion vermittelte er kleinere Rollen, rügte gelegentlich nicht genügend konforme Künstler und überprüfte Bitten um finanzielle Unterstützung durch die Goebbels-Stiftung „Künstlerdank“.
Nach Kriegsende kehrte Alberti nicht mehr auf die Bühne zurück, sondern arbeitete als Synchronsprecher und Schauspiellehrer.

## Filmografie
- 1922/24: Die Nibelungen (2 Teile)
- 1924: Die Andere
- 1925: Schiff in Not
- 1925: Friesenblut
- 1925: Hanseaten
- 1925: Ich liebe Dich
- 1925: Die Prinzessin und der Geiger
- 1926: Herbstmanöver
- 1926: Kreuzzug des Weibes
- 1926: Des Königs Befehl
- 1926: Der Seekadett
- 1926: Der Student von Prag
- 1926: Wien – Berlin
- 1927: Brennende Grenze
- 1927: Die Sporck’schen Jäger
- 1927: Das war in Heidelberg in blauer Sommernacht
- 1927: Liebe geht seltsame Wege
- 1927: Mädchenhandel – Eine internationale Gefahr
- 1927: Café Elektric
- 1927: Die drei Niemandskinder
- 1927: Die Hochstaplerin
- 1927: Die elf Teufel
- 1927: Der König der Mittelstürmer
- 1927: Metropolis
- 1927: Der Mann ohne Beruf (Das grobe Hemd)
- 1927: Die raffinierteste Frau Berlins
- 1927: U 9 Weddigen
- 1928: Die Carmen von St. Pauli
- 1928: Die Dame und ihr Chauffeur
- 1928: Der Scheidungsanwalt (Die Frau von gestern und morgen)
- 1928: Dornenweg einer Fürstin
- 1928: Der fesche Husar
- 1928: Flucht aus der Hölle
- 1928: Fünf bange Tage
- 1928: Der Adjutant des Zaren
- 1928: Rasputins Liebesabenteuer
- 1928: Die Lamplgasse
- 1928: Der Tanzstudent
- 1929: Dich hab’ ich geliebt
- 1929: Indizienbeweis
- 1929: Manolescu
- 1929: Meineid
- 1929: Narkose
- 1929: Das Schiff der verlorenen Menschen
- 1929: Vererbte Triebe
- 1929: Verirrte Jugend
- 1929: Zwischen vierzehn und siebzehn
- 1929: Das Erlebnis einer Nacht
- 1930: Dreyfus
- 1930: Eine Freundin so goldig wie Du
- 1930: Ihre Majestät die Liebe
- 1930: Liebling der Götter
- 1930: O alte Burschenherrlichkeit
- 1930: Rosenmontag
- 1930: Der weiße Teufel
- 1930: Zwei Menschen
- 1930: 1914, die letzten Tage vor dem Weltbrand
- 1931: Grock
- 1931: Mary
- 1931: Die Koffer des Herrn O. F.
- 1931: Meine Frau, die Hochstaplerin
- 1931: Der Mörder Dimitri Karamasoff
- 1931: Der Raub der Mona Lisa
- 1931: Student sein, wenn die Veilchen blühen
- 1931: Um eine Nasenlänge
- 1932: Das erste Recht des Kindes
- 1932: Das Geheimnis um Johann Orth
- 1932: Marschall Vorwärts
- 1932: Tannenberg
- 1932: Wäsche – Waschen – Wohlergehen
- 1933: Die vom Niederrhein
- 1933: Drei Kaiserjäger
- 1933: Salon Dora Green
- 1934: Elisabeth und der Narr
- 1934: Die Finanzen des Großherzogs
- 1934: Nischt geht über die Gemütlichkeit
- 1934: Die Sporck’schen Jäger
- 1934: Die Stimme der Liebe
- 1935: Kampf um Kraft
- 1935: Petersburger Nächte. Walzer an der Newa